# Sojoez 15
Sojoez 15 (Russisch: Союз 15, "Unie 15") was een Russische bemande ruimtevlucht in het midden van de jaren 70 uit de vorige eeuw. Doel van deze vlucht was een koppeling uit te voeren met het eveneens Russische ruimtestation Saljoet 3. Deze versie van de Saljoet betrof een aangepaste versie van Saljoet 1 en 2. Het aantal en de locatie van de zonnepanelen was gewijzigd, net als enige boordapparatuur. Voor deze missie was Saljoet 3 al bezocht door de bemanning van Sojoez 14, die ruim twee weken in de ruimte verbleef. Dat was in die tijd vrij lang.

## Verloop van de vlucht

### Lancering
Sojoez 15 werd gelanceerd op 26 augustus 1974 met een Sojoez draagraket vanaf Bajkonoer. Dit ruimtevaartuig woog 6570 kg. De omloopbaan die eens in de 89,59 minuten werd doorlopen had een apogeum van 275 km, een perigeum van 254 km en een inclinatie van 51,59°. Aan boord bevonden zich twee kosmonauten: commandant Gennadi Sarafanov (32 jaar) en Lev Djomin (48 jaar). Dit betrekkelijk grote leeftijdsverschil was een ander opmerkelijk feit. Zij moesten het werk van Sojoez 14 voortzetten. Daartoe was allereerst een koppeling met Saljoet 3 vereist, maar die ging finaal de mist in.

### Ternauwernood botsing afgewend
Zowel bemanning als vluchtleiding werden uiterst onaangenaam verrast door perikelen met het automatische Igla ("Naald") koppelingssysteem. Op 300 meter van de Saljoet schakelde het systeem niet over naar eindfase naderen en koppeling (met zeer geringe snelheid), maar in een modus die normaal op 3 kilometer afstand werd ingeschakeld. Totaal onverwacht schakelde het Iglasysteem de motoren van de Sojoez in. Deze vloog daardoor met een relatieve snelheid van 72 km/uur vol op de Saljoet af. Geluk bij een ongeluk bleek dat de Igla vanaf 20 km afstand een afwijking accepteerde in de aanvliegkoers. Hierdoor miste de aanstormende Sojoez 15 de Saljoet 3 op 40 meter.
Vanaf de Aarde stelden de Russen met optische telescopen vast, dat de Sojoez zijn doel voorbijvloog, onderwijl kostbare brandstof gebruikend. Tot overmaat van ramp kregen zowel Sarafanov als Djomim niet door, dat hun automatische koppelingssysteem de boosdoener was. Simpelweg uitschakelen van Igla en een handmatige koppeling uitvoeren had hen veel ellende bespaard. Nu probeerde de Igla tot twee keer toe opnieuw radiocontact met zijn doelwit tot stand te brengen. Zonder resultaat, de fout herhaalde zich en opnieuw beleefden zowel vluchtleiding als bemanning twee benauwde ogenblikken, toen hun Sojoez ternauwernood een botsing ontweek en nogmaals rakelings langs de Saljoet scheerde.

### Noodlanding
Alle manoeuvres kostten echter erg veel brandstof. Bijkomend probleem vormden de Sojoez's accu's. Na de ramp met Sojoez 11 vervingen deze de zonnepanelen, consequentie hiervan was echter dat de Sojoez binnen uiterlijk 2½ dag moest koppelen met de Saljoet; ze konden anders niet worden heropgeladen. Maar Sarafanov en Djomin zaten ver onder de rode streep. De vluchtleiding nam, met het drama van Sojoez 11 (drie dode kosmonauten) nog in het achterhoofd, geen enkel risico meer. Zij beval de bemanning de Igla uit te schakelen en een onmiddellijke noodlanding uit te voeren. Na een vlucht van slechts 2 dagen en 12 minuten maakten de kosmonauten een geslaagde noodlanding.
Deze vond, zéér tegen de Russische gewoonte in, 's nachts plaats en vormde voor het Westen een al te duidelijke aanwijzing dat hier iets flink misging.

## Nasleep

### Officiële persverklaring
Maar aangezien deze vlucht plaatsvond tijdens de hoogtijdagen van de Koude Oorlog, kon de Sovjet-Unie natuurlijk niet toegeven dat ze van deze missie een potje maakten. De officiële persverklaring naar de buitenwereld luidde dan ook nietszeggend dat "men tijdens deze vlucht diverse aanvliegtechnieken uitprobeerde".

### Amerikaanse commandant eist inspectie
Een van de aankomende Russische vluchten, Sojoez 19, had als missie het fameuze Apollo-Sojoez-testproject. Maar na het fiasco van Sojoez 15 vroegen de Amerikanen zich af, of ook de herziene versie van de Sojoez de toets der kritiek wel kon doorstaan. De beoogde Amerikaanse commandant van deze Apollovlucht, Thomas Stafford, had zijn buik vol van de aanhoudende problemen met het ding en zette de U.S.S.R. voor het blok. Hij eiste dat hij de capsule van Sojoez 19 voor diens lancering persoonlijk mocht inspecteren. Dit hield in dat er dan Amerikanen op Bajkonoer moesten worden toegelaten en daarom stribbelden de Sovjets in eerste instantie behoorlijk tegen. Ten slotte zagen ook zij de redelijkheid van Staffords eisen in en haalden bakzeil.
1 ·
2 ·
3 ·
4 ·
5 ·
6 ·
7 ·
8 ·
9 ·
10 ·
11 ·
12 ·
13 ·
14 ·
15 ·
16 ·
17 ·
18A ·
18 ·
19 ·
20 ·
21 ·
22 ·
23 ·
24 ·
25 ·
26 ·
27 ·
28 ·
29 ·
30 ·
31 ·
32 ·
33 ·
34 · 
35 ·
36 ·
37 ·
38 ·
39 ·
40

T-1 ·  
T-2 ·
T-3 ·
T-4 ·
T-5 · 
T-6 ·
T-7 · 
T-8 ·
T-9 · 
T-10-1 ·
T-10 · 
T-11 ·
T-12 · 
T-13 ·
T-14 · 
T-15